# Laurelvale
Laurelvale is een plaats in het Noord-Ierse County Armagh.
Laurelvale telt inclusief het plaatsje Mullavilly 1256 inwoners. Van de bevolking is 87,9% protestant en 9,2% katholiek.